# Zygaena graslini
Zygaena graslini là một loài bướm đêm thuộc họ Zygaenidae.

## Hình ảnh

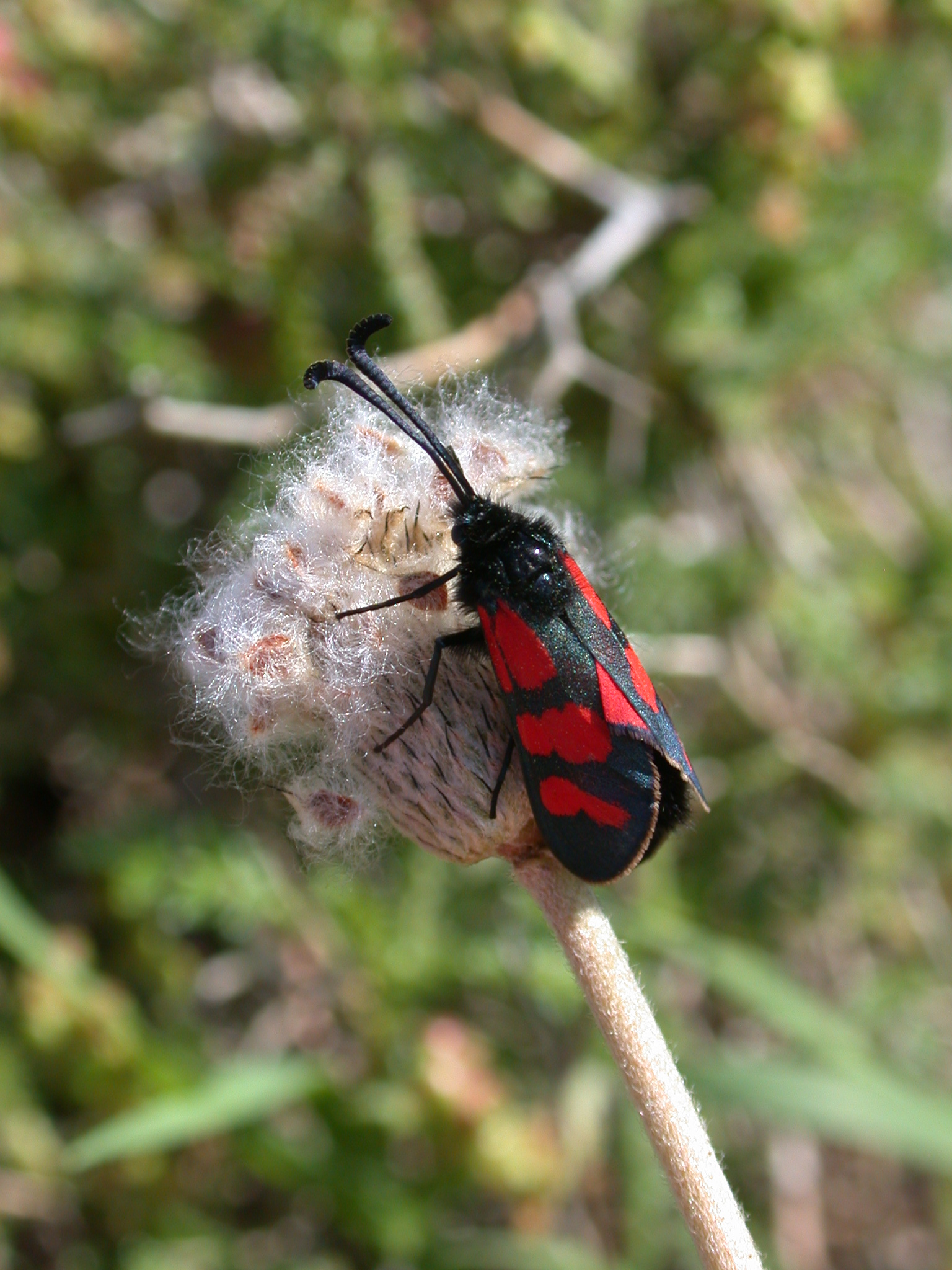
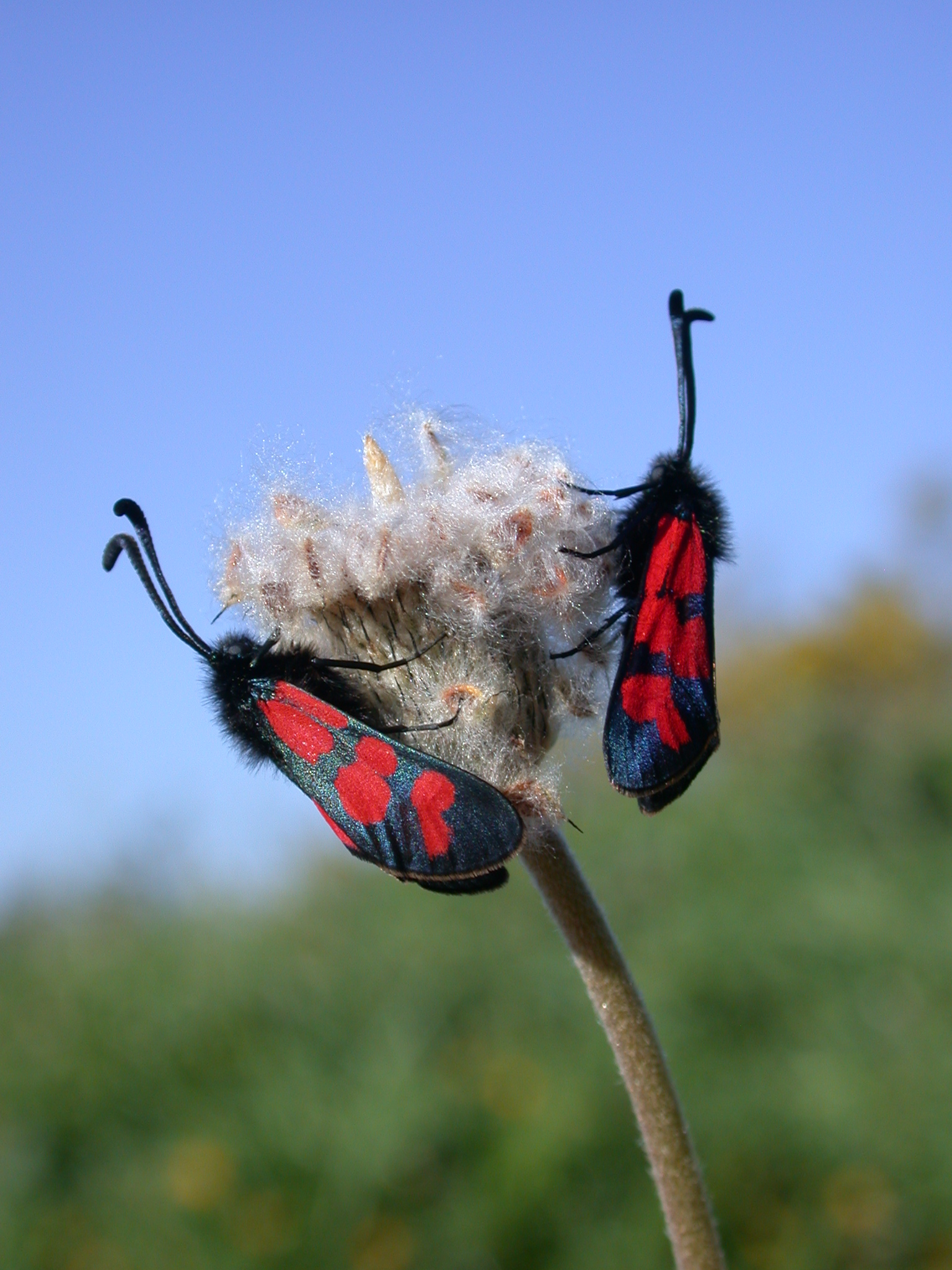